# Новосельский, Григорий Наумович
Григорий Наумович Новосельский (23 января (4 февраля) 1815, Москва — 27 марта (8 апреля) 1879, там же) — российский драматург и композитор, переводчик, медик и общественный деятель.

## Биография
Был сыном штабс-капитана Наума Яковлевича Новосельского. Его отец происходил из «дворовых людей», но был удостоен дворянства, дослужившись до чина обер-офицера. Григорий Новосельский окончил 1-ю Московскую гимназию, в 1832—1837 годах учился в Московском отделении Медико-хирургической академии, по окончании получив диплом «главного лекаря». Частной врачебной практикой в родном городе занимался на протяжении почти 20 лет. Во второй половине 1850-х годов переехал в приобретённое имение в Алексинском уезде, где жил до конца 1860-х годов. В 1850-х годах являлся активным членом редакционных комиссий для составления проекта освобождения крестьян, в 1860-х годах — мировым посредником. В 1867 году переселился в Москву и занялся литературой.
Его опера «Женитьба поневоле» (из русского народного быта в 4 действиях, 8 картинах; 1872; к ней он написал и либретто) с успехом шла на сцене Общедоступного частного театра в Москве в 1875 году.
Умер в 1879 году. Похоронен на кладбище Новодевичьего монастыря.
Драматические произведения его авторства: «Две матери», «Сколько верёвку не вить, а концу быть», «Симеон Гордый», «Эдип в Колоне».